# شهادة المنتجات الطبيعية
على عكس البرنامج العضوي الوطني في الولايات المتحدة ، لا يوجد تعريف قانوني لمصطلح "طبيعي" للأغذية والمنتجات الاستهلاكية. تواصل إدارة الغذاء والدواء اتباع السياسة الحالية التي تم وضعها في عام 1993: "لم تضع إدارة الغذاء والدواء تعريفًا رسميًا لمصطلح 'طبيعي'، إلا أن الوكالة لم تعترض على استخدام المصطلح على الملصقات الغذائية، بشرط أن تستخدم بطريقة صادقة وغير مضللة. كما يجب ألا تحتوي المنتجات على ألوان مضافة أو نكهات صناعية أو مواد صناعية. لا يُسمح باستخدام مصطلح "طبيعي" في قائمة المكونات، باستثناء عبارة "المنكهات الطبيعية".

## السوق
هناك زيادة في طلب المستهلكين على المنتجات الطبيعية والعضوية، خصوصًا في فئات الطعام والعناية الشخصية ومنتجات المنزل. تستمر صناعة التغذية في النمو، حيث وصلت مبيعاتها إلى 117 مليار دولار في عام 2010، بزيادة نسبتها 6 بالمئة عن عام 2009. سوق أمريكا الشمالية لمنتجات العناية الشخصية الطبيعية تجاوزت 5 مليارات دولار للمرة الأولى في عام 2010، مع توقعات بأن تصل الإيرادات إلى 8 مليارات دولار بحلول عام 2017. أعربت صناعة مستحضرات التجميل عن قلقها بشأن ارتباك العملاء بشأن المنتجات التي تُسوق على أنها طبيعية. بالإضافة إلى ذلك، يطالب التجار بالمزيد من المنتجات الطبيعية على رفوف متاجرهم. العديد من الشركات المصنعة تبحث عن معايير وشهادات لدعم مزاعمها بشأن الطبيعية، خصوصًا مع توقعات بأن تحقق المنتجات الطبيعية والعضوية نصيبًا يبلغ 10 بالمئة من السوق في العديد من فئات المنتجات. "الختم الطبيعي"، الذي أطلقته جمعية المنتجات الطبيعية في عام 2008، هو أكثر شهادة طبيعية استخدامًا لمنتجات العناية الشخصية. أطلقت جمعية المنتجات الطبيعية برنامجًا للشهادة لمنتجات العناية بالمنزل في عام 2010.

## الختم
يُصف "الختم الطبيعي" على أنه أول ووحيد شهادة طبيعية في الولايات المتحدة. المنتجات المعتمدة من قبل جمعية المنتجات الطبيعية يجب أن تحتوي على مكونات طبيعية بنسبة لا تقل عن 95 في المائة، مع استثناء الماء. تستخدم المنتجات المعتمدة من قبل جمعية المنتجات الطبيعية مكونات طبيعية، وتتجنب استخدام المكونات التي تشكل مخاطر صحية، ولا تجري اختبارات على الحيوانات، وتتضمن مواد تعبئة قابلة للتحلل أو معاد تدويرها. يجب على المنتجات أن تقوم بسرد جميع المكونات على تسمية العبوة. تتطلب جمعية المنتجات الطبيعية أيضًا استخدام عطور وأصباغ طبيعية بنسبة 100 في المائة. يُقال إن المنتجات المعتمدة تظهر في أكثر من 85,000 متجرًا على مستوى البلاد. تمت موافقة أكثر من 1,100 منتج ومكون على الشهادة.
في عام 2011، أعلنت منظمة NSF International، وهي منظمة عالمية تعمل في مجال الصحة العامة وسلامة المستهلك، بالتعاون مع جمعية NATURE الدولية لمستحضرات التجميل الطبيعية والعضوية، عن شراكة لتطوير معيار آخر لمنتجات العناية الشخصية الطبيعية. "لا يوجد حاليًا تعريف تنظيمي أو معترف به عالميًا لمصطلح 'طبيعي'. سيقوم المعيار الجديد NSF/NATRUE بتعريف استخدام مصطلح 'طبيعي'، مما يساعد في تعزيز منتجات العناية الشخصية الطبيعية الأصيلة وعالية الجودة"، وفقًا لما صرحت به منظمة NSF International. ورد ردًا من جمعية NPA بالقول: "الختم الثاني بمعايير مختلفة لا يخدم مصلحة عملاء المنتجات الطبيعية، أو التجار، أو الشركات المصنعة."
أسست جمعية المنتجات الطبيعية معيارًا وشهادة طبيعية لمنتجات العناية الشخصية. وفقًا لمعيار NPA الطبيعي، يُعتبر المنتج طبيعيًا إذا كان مصنوعًا من مكونات طبيعية. الأمر ينطبق أيضًا على المنتجات الآمنة، والتي لا تُجرى عليها اختبارات على الحيوانات، والمنتجات التي تحتوي على عبوات صديقة للبيئة.

## أنظر أيضا
- منتجات طبيعية